# Thorsten Mäder
Thorsten Mäder (* 1969) ist ein deutscher Organist, Dirigent und Musikpädagoge.
Mäder studierte in Frankfurt am Main Orgel und Klavier. Es folgten ein Studium der Kirchenmusik in München und Halle, welches er mit dem B- und dem A-Examen abschloss, sowie ein Kapellmeisterstudium in Frankfurt am Main. Von 1993 bis 1998 wirkte Mäder an der B-Kirchenmusikerstelle an der Martin-Luther-Kirche in Bad Neuenahr. 1999 war Mäder Dozent für Orgelspiel an der Hansei-Universität in Seoul/Südkorea. 2003 bis 2004 vertrat er Beate Rux-Voss bei ihrem Mutterschaftsurlaub an der Pauluskirche in Bad Kreuznach. Als Dirigent wirkte er am Theater Koblenz und als Chorleiter und assistant conductor beim China National Symphonie Orchestra Peking. Weitere Gastdirigate führten ihn zur Jungen Philharmonie Köln, dem Seoul Baroque Ensemble und der Neuen Philharmonie Frankfurt. Er leitete zudem die vereinigten Kirchenchöre von Windesheim und Guldental; Dirigentin ist heute seine Frau, Sun-Young Kang-Mäder.
Als Organist konzertierte Mäder in Polen, England, Spanien, Finnland, Japan, China, Singapur, Hong Kong, Korea, Ecuador, Argentinien, Brasilien, Australien, Neuseeland, den USA und Russland. Mäder wurde auch als Mitwirkender in Fernsehgottesdiensten bekannt, so 2013 in der Diakoniekirche in Bad Kreuznach. Mäder lebt in Roxheim. Ferner betreut er auch das Orgel Art Museum in Windesheim. Seit 2009 unterrichtete er als Musiklehrer an der Integrierten Gesamtschule Stromberg (Hunsrück), 2014 wechselte er als Lehrer an die Deutsche Schule in Seoul. Zurzeit (Stand Oktober 2018) ist er wieder in Deutschland an der IGS.

## Tonträger
- Orgelmusik von Joh. Seb. Bach, C. Franck und A. Guilmant : Thorsten Mäder an der Oberlinger-Orgel in St. Nikolaus zu Klein-Krotzenburg. Aufnahme 1994. Organophon, Windesheim, 1995, DNB 355401401
- Orgelmusik der deutschen Romantik : Thorsten Mäder spielt an der Oberlinger-Orgel in St. Nikolaus zu Hanau-Steinheim Werke von A. G. Ritter, R. Schumann u. F. Mendelssohn-Bartholdy. Aufnahme 1995. Organophon, Windesheim, 1997, DNB 35613590X